# Zakat
Zakat (zakât) (arabiska: زكاة) eller allmosan är en obligatorisk, rituell avgift eller skatt som omtalas i Koranen. Zakat är den tredje av islams fem pelare. Det anses i islam som en religiös skyldighet.
I det islamiska samfundet (umma) är det varje muslims religiösa skyldighet att betala zakat. Skatten är obligatorisk för en muslim där förmögenheten överstiger en viss miniminivå, vilken kallas nisab som anges till 20 gulddinarer och 200 silverdirhams. En muslim kan även välja att betala ytterligare, utöver 2,5% som frivilligt bidrag, vilket kallas sadaqah. Att förneka Zakat är som att förneka den islamiska tron. Zakat behöver inte nödvändigtvis betalas i pengar, utan kan också skänkas bort i form av guld, silver, spannmål eller djur. 
Det finns två sorters zakat:
- zakat al-mal - innebär att man ska ge minst 2,5% av sin förmögenhet.
- zakat al-fitr - innebär att familjens överhuvud under ramadan betalar en obligatorisk avgift för varje familjemedlem som sedan går till välgörande ändamål. 2011 var denna avgift i Sverige 75 kronor per familjemedlem. För den som på grund av sjukdom eller liknande inte kan fasta avlägger han eller hon en avgift för varje dag som fastan inte kan uppfyllas. 2011 var denna avgift i Sverige 35 kronor per dag. Detta är inte nödvändigt om man ska "ta igen" de dagar man har missat, senare under året innan nästföljande ramadan, alltså gäller det bara individer med kroniska sjukdomar eller andra bestående problem.

Det finns skillnader i tolkningen och omfattningen av zakat och andra relaterade skatter i olika inriktningar av islam. Till exempel tolkas khums olika av sunniter och shiiter, där shiiter förväntas betala en femtedel av sina överskottsinkomster efter utgifter som khums, medan sunniter inte gör det.